# Cephalelus bilobatus
Cephalelus bilobatus är en insektsart som beskrevs av Davies 1988. Cephalelus bilobatus ingår i släktet Cephalelus och familjen dvärgstritar. Inga underarter finns listade i Catalogue of Life.